# Hoholiw
Hoholiw (ukr. Гоголів) – wieś na Ukrainie, w obwodzie kijowskim, w rejonie browarskim, w hromadzie Wełyka Dymerka. W 2001 liczyła 4537 mieszkańców, spośród których 4422 wskazało jako ojczysty język ukraiński, 99 rosyjski, 1 mołdawski, 4 białoruski, 7 ormiański, a 4 inny.

## Urodzeni
- Hryćko Czuprynka